# Campionato mondiale femminile di pallavolo 2006
Il campionato mondiale femminile di pallavolo 2006 si è svolto dal 31 ottobre al 16 novembre 2006 a Kōbe, Nagoya, Osaka, Sapporo e Tokyo, in Giappone: al torneo hanno partecipato ventiquattro squadre nazionali e la vittoria finale è andata per la prima volta alla Russia.

## Qualificazioni
Al mondiale partecipano la nazionale del paese ospitante, la nazionale che ha vinto la precedente edizione, più altre 22 squadre provenienti dai vari gironi di qualificazione. In totale partecipano 24 squadre di cui 8 europee, 6 nordamericane, 5 asiatiche-australiane, 3 africane e 2 sudamericane. In questa edizione sono qualificate di diritto il Giappone, paese ospitante, e l'Italia, campione uscente.

## Impianti
|                                                                                            |                                                                                         |                                                                                |
|                                                                                            |                                                                                         |                                                                                |
| National Yoyogi Stadium No.1 Gymnasium Città: Tokyo Capienza: 12.000 Anno d'apertura: 1964 | Hokkaidō Prefectural Sports Center Città: Sapporo Capienza: 7.000 Anno d'apertura: 1996 | Green Arena Kōbe Città: Kōbe Capienza: 6.000 Anno d'apertura:                  |
|                                                                                            |                                                                                         |                                                                                |
| Nagoya Rainbow Hall Città: Nagoya Capienza: 8.000 Anno d'apertura: 1987                    | Ōsaka Municipal Central Gymnasium Città: Osaka Capienza: 8.200 Anno d'apertura: 1993    | Ōsaka Prefectural Gymnasium Città: Osaka Capienza: 5.000 Anno d'apertura: 1952 |

## Squadre partecipanti
| - Azerbaigian - Brasile - Camerun - Cina - Corea del Sud - Costa Rica | - Cuba - Egitto - Germania - Giappone - Italia - Kazakistan | - Kenya - Messico - Paesi Bassi - Perù - Polonia - Porto Rico | - Rep. Dominicana - Russia - Serbia e Montenegro - Stati Uniti - Taipei cinese - Turchia |

## Gironi
| Girone A                                                      | Girone B                                                 | Girone C                                                      | Girone D                                            |
| ------------------------------------------------------------- | -------------------------------------------------------- | ------------------------------------------------------------- | --------------------------------------------------- |
| Corea del Sud Costa Rica Giappone Kenya Polonia Taipei cinese | Azerbaigian Cina Germania Messico Rep. Dominicana Russia | Brasile Camerun Kazakistan Paesi Bassi Porto Rico Stati Uniti | Cuba Egitto Italia Perù Serbia e Montenegro Turchia |

## Fase finale

### Finali 1º - 3º posto
|  | Semifinali          | Semifinali          | Semifinali |         |        | Finale              | Finale              | Finale   |  |
|  |                     |                     |            |         |        |                     |                     |          |  |
|  | Italia              | Italia              | 0          |         |        |                     |                     |          |  |
|  | Italia              | Italia              | 0          |         |        |                     |                     |          |  |
|  | Russia              | Russia              | 3          |         |        |                     |                     |          |  |
|  | Russia              | Russia              | 3          |         | Russia | Russia              | 3                   |          |  |
|  |                     |                     |            |         | Russia | Russia              | 3                   |          |  |
|  |                     |                     | Brasile    | Brasile | 2      |                     |                     |          |  |
|  | Brasile             | Brasile             | Brasile    | Brasile | 2      | 3                   |                     |          |  |
|  | Brasile             | Brasile             |            |         |        | 3                   |                     |          |  |
|  | Serbia e Montenegro | Serbia e Montenegro | 1          |         |        | 3º posto            | 3º posto            | 3º posto |  |
|  | Serbia e Montenegro | Serbia e Montenegro | 1          |         |        |                     |                     |          |  |
|  |                     |                     |            |         |        |                     |                     |          |  |
|  |                     |                     |            |         |        | Italia              | Italia              | 0        |  |
|  |                     |                     |            |         |        | Italia              | Italia              | 0        |  |
|  |                     |                     |            |         |        | Serbia e Montenegro | Serbia e Montenegro | 3        |  |

### Finali 5º - 7º posto
|  | 5º-8º posto | 5º-8º posto | 5º-8º posto |          |      | 5º posto    | 5º posto    | 5º posto |  |
|  |             |             |             |          |      |             |             |          |  |
|  | Cuba        | Cuba        | 1           |          |      |             |             |          |  |
|  | Cuba        | Cuba        | 1           |          |      |             |             |          |  |
|  | Cina        | Cina        | 3           |          |      |             |             |          |  |
|  | Cina        | Cina        | 3           |          | Cina | Cina        | 3           |          |  |
|  |             |             |             |          | Cina | Cina        | 3           |          |  |
|  |             |             | Giappone    | Giappone | 0    |             |             |          |  |
|  | Paesi Bassi | Paesi Bassi | Giappone    | Giappone | 0    | 1           |             |          |  |
|  | Paesi Bassi | Paesi Bassi |             |          |      | 1           |             |          |  |
|  | Giappone    | Giappone    | 3           |          |      | 7º posto    | 7º posto    | 7º posto |  |
|  | Giappone    | Giappone    | 3           |          |      |             |             |          |  |
|  |             |             |             |          |      |             |             |          |  |
|  |             |             |             |          |      | Cuba        | Cuba        | 3        |  |
|  |             |             |             |          |      | Cuba        | Cuba        | 3        |  |
|  |             |             |             |          |      | Paesi Bassi | Paesi Bassi | 0        |  |

### Finali 9º - 11º posto
|  | 9º-12º posto  | 9º-12º posto  | 9º-12º posto |         |             | 9º posto      | 9º posto      | 9º posto  |  |
|  |               |               |              |         |             |               |               |           |  |
|  | Taipei cinese | Taipei cinese | 0            |         |             |               |               |           |  |
|  | Taipei cinese | Taipei cinese | 0            |         |             |               |               |           |  |
|  | Stati Uniti   | Stati Uniti   | 3            |         |             |               |               |           |  |
|  | Stati Uniti   | Stati Uniti   | 3            |         | Stati Uniti | Stati Uniti   | 3             |           |  |
|  |               |               |              |         | Stati Uniti | Stati Uniti   | 3             |           |  |
|  |               |               | Turchia      | Turchia | 1           |               |               |           |  |
|  | Germania      | Germania      | Turchia      | Turchia | 1           | 1             |               |           |  |
|  | Germania      | Germania      |              |         |             | 1             |               |           |  |
|  | Turchia       | Turchia       | 3            |         |             | 11º posto     | 11º posto     | 11º posto |  |
|  | Turchia       | Turchia       | 3            |         |             |               |               |           |  |
|  |               |               |              |         |             |               |               |           |  |
|  |               |               |              |         |             | Taipei cinese | Taipei cinese | 0         |  |
|  |               |               |              |         |             | Taipei cinese | Taipei cinese | 0         |  |
|  |               |               |              |         |             | Germania      | Germania      | 3         |  |

## Podio

### Campione
Formazione: 1 Borodakova, 2 Pal'čikova, 4 Maslakova, 5 Sokolova, 6 Godina, 7 Safronova, 9 Krjučkova, 11 Gamova, 12 Šešenina, 16 Julija MerkulovaMerkulova, 17 Kulikova, 18 Akulova, CT: Caprara

### Secondo posto
Formazione: 1 W. de Oliveira, 2 Albuquerque, 3 Steinbrecher, 4 Pequeno, 5 Gattaz, 7 de Souza, 9 Claudino, 10 Gonzaga, 12 de Carvalho, 13 de Castro, 14 F. de Oliveira, 17 Colombo, CT: Guimarães

### Terzo posto
Formazione: 1 Nikolić, 2 Ranković, 3 Ðerisilo, 5 Krsmanović, 6 Brakočević, 7 Molnar, 9 Vesović, 10 Ognjenović, 11 Čitaković, 13 Simanić, 15 Spasojević, 18 Ćebić, CT: Terzić

## Classifica finale
| Classifica | Squadre             |
| ---------- | ------------------- |
|            | Russia              |
|            | Brasile             |
|            | Serbia e Montenegro |
| 4          | Italia              |
| 5          | Cina                |
| 6          | Giappone            |
| 7          | Cuba                |
| 8          | Paesi Bassi         |
| 9          | Stati Uniti         |
| 10         | Turchia             |
| 11         | Germania            |
| 12         | Taipei cinese       |
| 13         | Corea del Sud       |
| 14         | Azerbaigian         |
| 15         | Polonia             |
| 16         | Porto Rico          |
| 17         | Costa Rica          |
| 18         | Rep. Dominicana     |
| 19         | Kazakistan          |
| 20         | Perù                |
| 21         | Camerun             |
| 22         | Egitto              |
| 23         | Kenya               |
| 24         | Messico             |